# OPAP
OPAP - Greek Organisation of Football Prognostics SA (en grec: ΟΠΑΠ - Οργανισμός Προγνωστικών Αγώνων Ποδοσφαίρου Α.Ε.) és una empresa pública amb seu a Atenes, Grècia que opera el monopoli dels jocs numèrics de loteria i apostes esportives a Grècia. És la major companyia europea d'apostes.
Va ser fundada el 1958 a Grècia com a companyia estatal. Més endavant, el 21 de setembre de 1999 va ser transformada en una empresa de cotització pública, per passar a cotitzar a la Borsa d'Atenes 2 anys després, el 25 d'abril de 2001. L'11 de juny de 2008, l'Estat grec posseïa el 34,4% de la compañía. Fou el principal patrocinador de la Federació Grega de Futbol de 2010 fins a 2012.

## Jocs
OPAP executa els següents jocs:
- Jocs de loteria numèriques:
  - Lotto (1990-present) (Reorganitzat el 1997)
  - Proto (1992-present)
  - Joker (1997-present)
  - Extra5 (2002-present)
  - Super3 (2002-present)
  - Kino (2003-present)

- Jocs d'apostes Esportives:
  - Propo (1959-present) (Reorganitzat el 1997 i 2006)
  - PropoGoal (1996-present)
  - Pame Stoixima (2000-present)

## Subsidiàries
OPAP té cinc filials: OPAP Cyprus Ltd, que opera agències de loteria a Xipre; OPAP SPORTS Ltd, que opera les agències d'apostes esportives a Xipre; OPAP International Ltd, OPAP Investment Ltd i Serveis OPAP SA